# Edmund Crawford
Edmund Crawford (Filey, 31 ottobre 1906 – Londra, 13 dicembre 1977) è stato un allenatore di calcio e calciatore inglese.

## Carriera

### Giocatore
Iniziò la sua carriera da calciatore dilettante con lo Scarborough Penguins passando poi nelle file del Filey Town.
Il suo primo contratto da professionista arrivò con l'Halifax Town. Successivamente ebbe un'esperienza nel Liverpool dove ha segnò 4 gol in 8 partite.  
Nel 1933 entrò a far parte della rosa del Clapton Orient dove giocò fino a concludere la carriera.

### Allenatore
Dopo la seconda guerra mondiale iniziò la sua carriera di allenatore, prima in Svezia con il Degerfors per poi tentare l'avventura in Italia.
Arrivò in Italia a stagione 1949-1950 in corso, chiamato da Renato Dall'Ara a sostituire Tony Cargnelli sulla panchina del Bologna. Dopo un avvio disastroso, dovuto principalmente al passaggio dal Metodo al Sistema, Crawford salvò gli emiliani all'ultima giornata e si guadagnò il rinnovo contrattuale. La stagione successiva guidò il Bologna al sesto posto in campionato. A settembre del 1951, all'inizio della sua terza stagione in rossoblu, venne esonerato, per essere ingaggiato pochi giorni dopo dal Livorno.
Dopo la fine dell'esperienza italiana allenò prima in Grecia l'AEK Atene, poi tornò in Inghilterra, guidando per una stagione il Barnet Football Club.